# Liste der Baudenkmäler in Hamm (Düsseldorf)
Die Liste der Baudenkmäler in Hamm (Düsseldorf) enthält die denkmalgeschützten Bauwerke auf dem Gebiet von Düsseldorf-Hamm, Stadtbezirk 3, in Nordrhein-Westfalen. Diese Baudenkmäler sind in der Denkmalliste der Stadt Düsseldorf eingetragen; Grundlage für die Aufnahme ist das Denkmalschutzgesetz Nordrhein-Westfalen (DSchG NRW).

## Baudenkmäler
| Bild           | Bezeichnung            | Lage                        | Beschreibung                                                      | Bauzeit        | Eingetragen seit   | Denkmal- nummer |
| -------------- | ---------------------- | --------------------------- | ----------------------------------------------------------------- | -------------- | ------------------ | --------------- |
| weitere Bilder |                        | Aderdamm 52 Karte           |                                                                   | Anfang 19. Jh. | 8. Juli 1991       | A 1226          |
| weitere Bilder | Hammer Eisenbahnbrücke | Am Sandacker o. Nr. Karte   | östlicher Brückenkopf der alten Hammer Eisenbahnbrücke, 1868–1870 | 1868–1870      | 24. März 1987      | A 1028          |
| Wegekreuz      | Wegekreuz              | Auf den Gathen o. Nr. Karte |                                                                   | 1877           | 22. Dezember 1987  | A 1092          |
| Rochuskapelle  | Rochuskapelle          | Auf den Steinen 1 Karte     |                                                                   | 1709           | 15. Oktober 1984   | A 721           |
| weitere Bilder | Haus Florensstraße 5   | Florensstraße 5 Karte       | zweigeschossiges klassizistisches Wohnhaus, 1840                  | 1840           | 19. September 1986 | A 1004          |
| weitere Bilder | Jan-Wellem-Kapelle     | Fährstraße 95 Karte         |                                                                   | 1659–1660      | 6. September 1984  | A 698           |
| weitere Bilder | Haus Fährstraße 237    | Fährstraße 237 Karte        |                                                                   | Ende 17. Jh.   | 12. September 1986 | A 996           |
|                |                        | Fährstraße 250 Karte        |                                                                   | 18.–20. Jh.    | 5. Mai 1983        | A 354           |
| weitere Bilder | St. Blasius            | Hammer Dorfstraße 121 Karte |                                                                   | 1910–1911      | 22. April 1985     | A 885           |